# Залізниця гірська
Залізниця гірська (Sideritis montana L.) — рослина родини глухокропивові (Lamiaceae). Зростає на кам'янистих схилах.

## Морфологічна характеристика

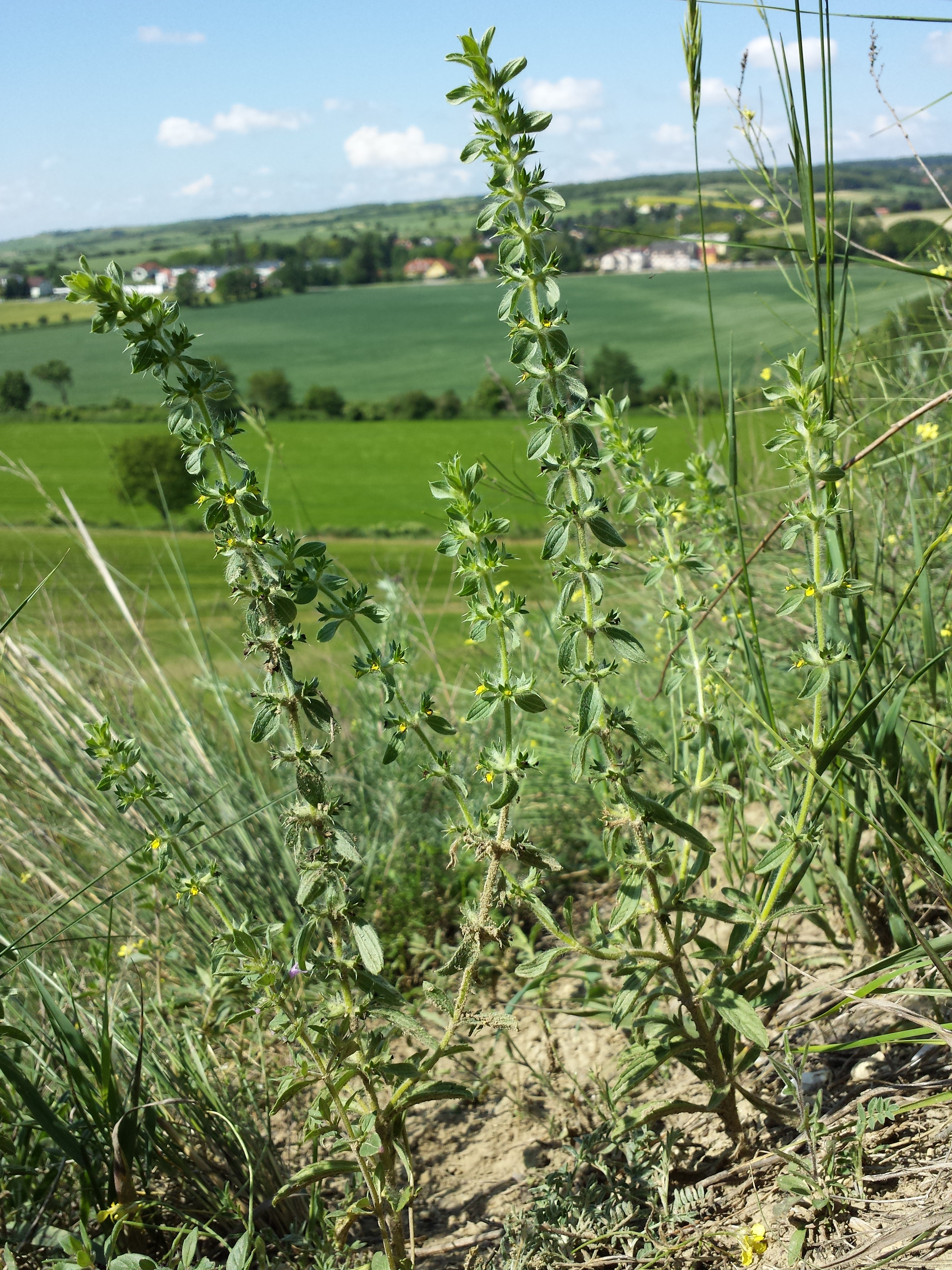
Загальний вигляд рослини.

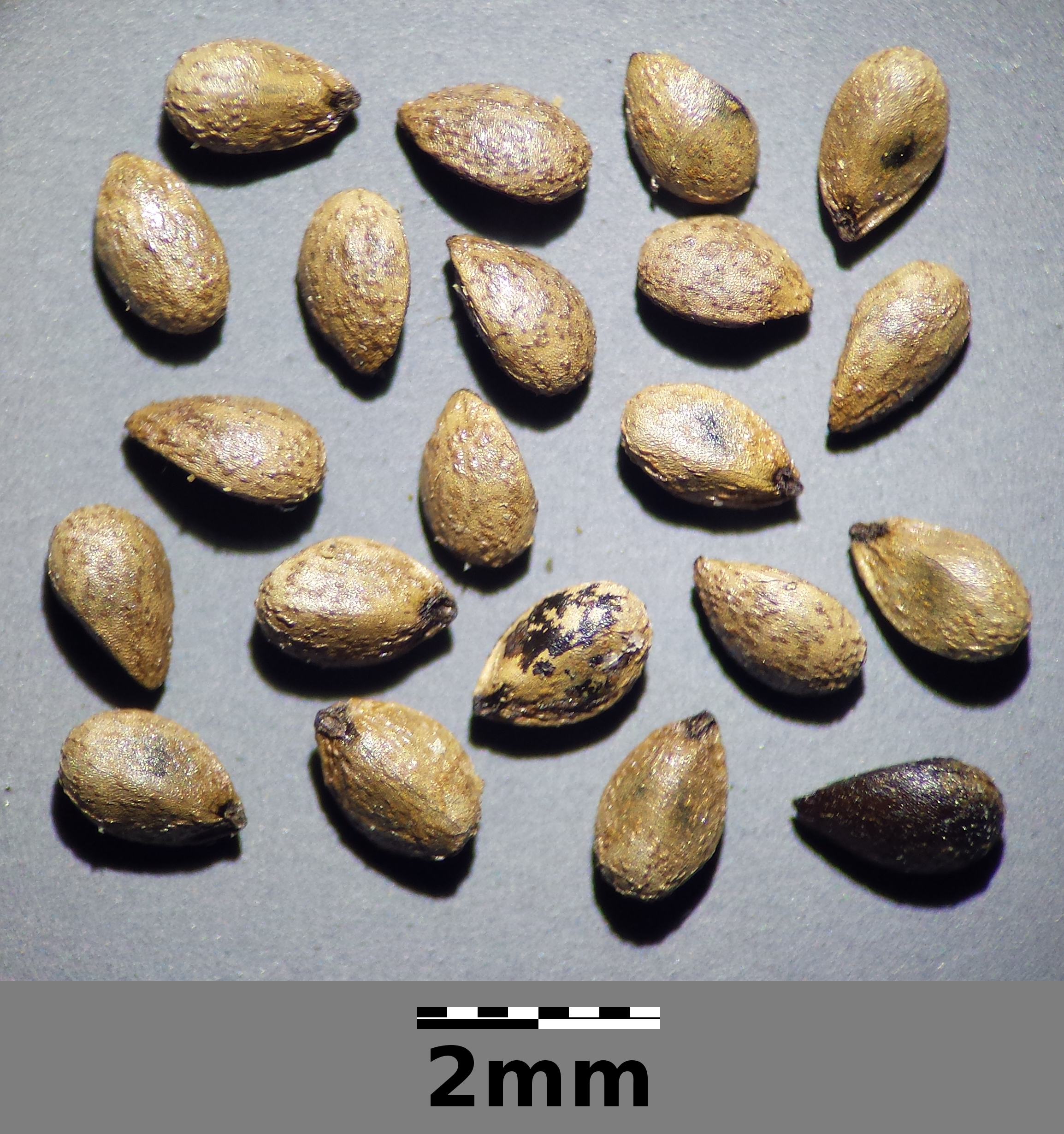
Плоди.

Корінь — стрижневий. Стебло — від основи підведене, вище — пряме, просте або розгалужене, зрідка запушене. Листки — супротивні, запушені, нижні — коротко-черешкові, довгасто-ланцетні, середні та верхні — сидячі, видовжено-еліптичні або еліптично-ланцетні, шорсткі.
Суцвіття — квітки зібрані у довгі переривчасто-колосоподібні суцвіття. Віночок жовтий. Плід — горішок. Форма — обернено-яйцюватий тригранний з бородавчастою поверхнею. Колір — сірувато-бурий або коричневий. Розмір — довжина 1,25–2, ширина 1–1,25, товщина 0,75–1 мм. Вага 1000 насінин — 0,75–1 г.

## Розвиток
Сходить — у квітні — травні, восени — в серпні — вересні, Цвіте — цвіте в червні — липні. Плодоносить — в липні — серпні.

## Біологічні особливості
Глибина проростання — не більше 6-8 см. Максимальна плодючість — 17 тис. горішків.

## Поширення
Поширена в Лісостепу та Степу України. Засмічує багаторічні трави, озимі та ярі зернові, зрідка просапні культури. Отруйна рослина. Однорічна яра, в південних районах зимуюча рослина.
У Тернопільській області — регіонально рідкісна трав'яниста рослина. Внесена до «Переліку рідкісних і таких, що перебувають під загрозою зникнення, видів рослинного світу на території Тернопільської області» (рішення Тернопільської обласної ради від 11 листопада 2002 № 64).